# MaxDB
MaxDBはデータベース管理システムのひとつである。
簡単な管理、無制限のユーザー数、無制限のデータサイズなどを特徴とする。無料の自由ソフトウェアであり、ライセンスはGPL/LGPLを採用する。
以前はSAP DBという名前でSAP AGにより開発されていたが、後にMySQLの開発を行っているMySQL ABに開発が委託されて「MaxDB」という製品になった。このデータベースシステムには、MySQLの機能を移植するなどしている。